# Wald südlich von Otzberg

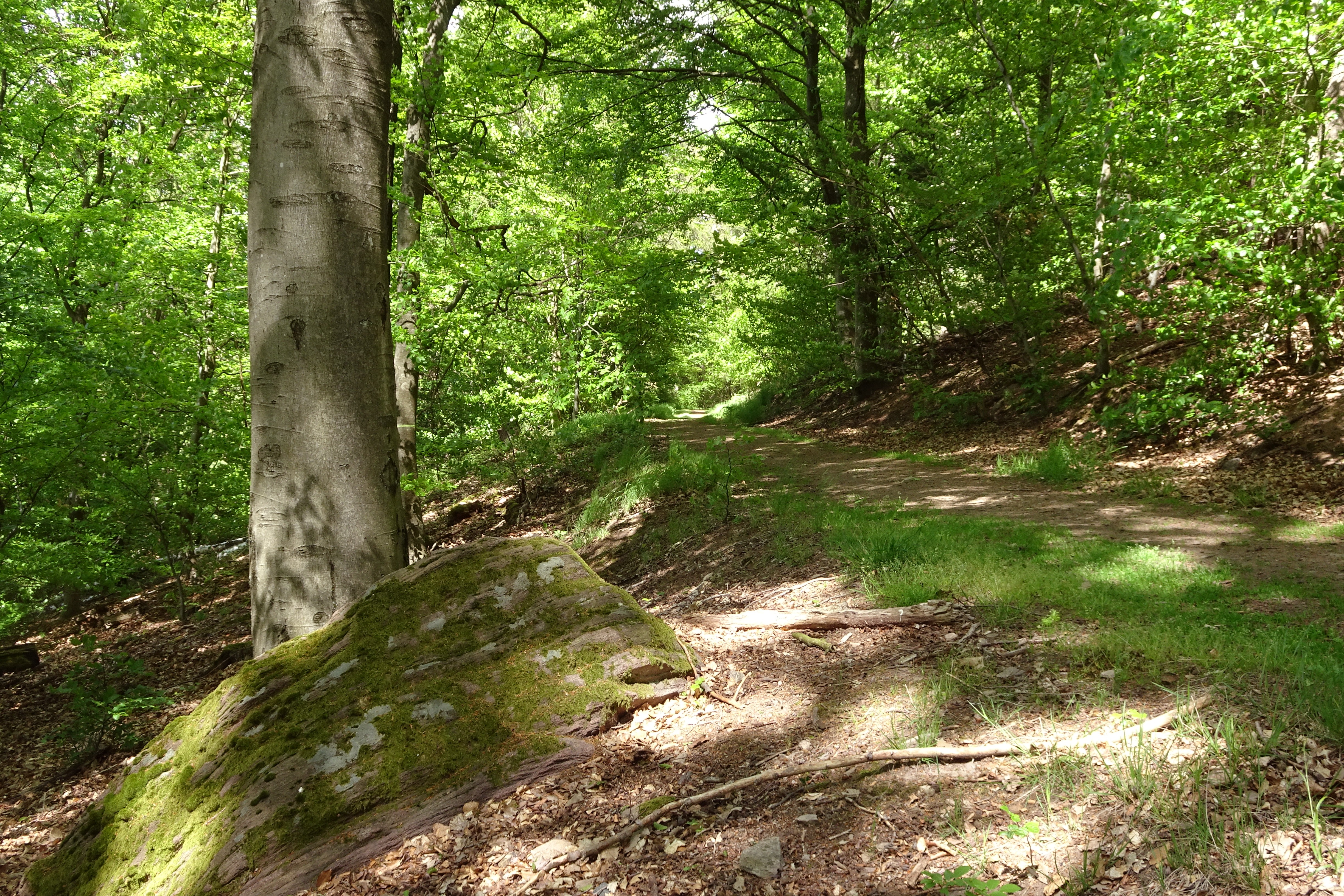
Buchenwald und Gestein am Klingelskopf (2021)

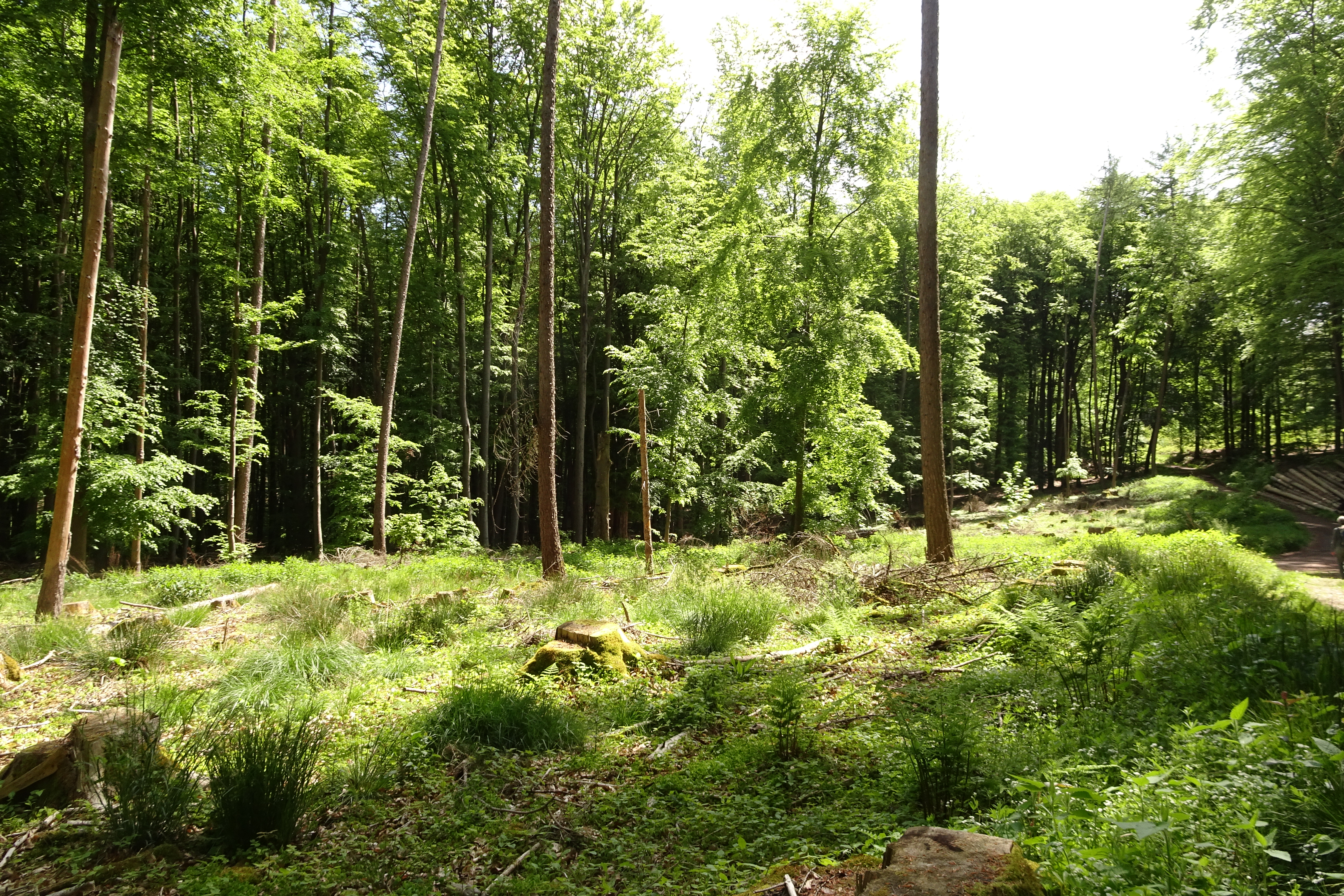
Lichtung nordöstlich vom Klingelskopf (2021)

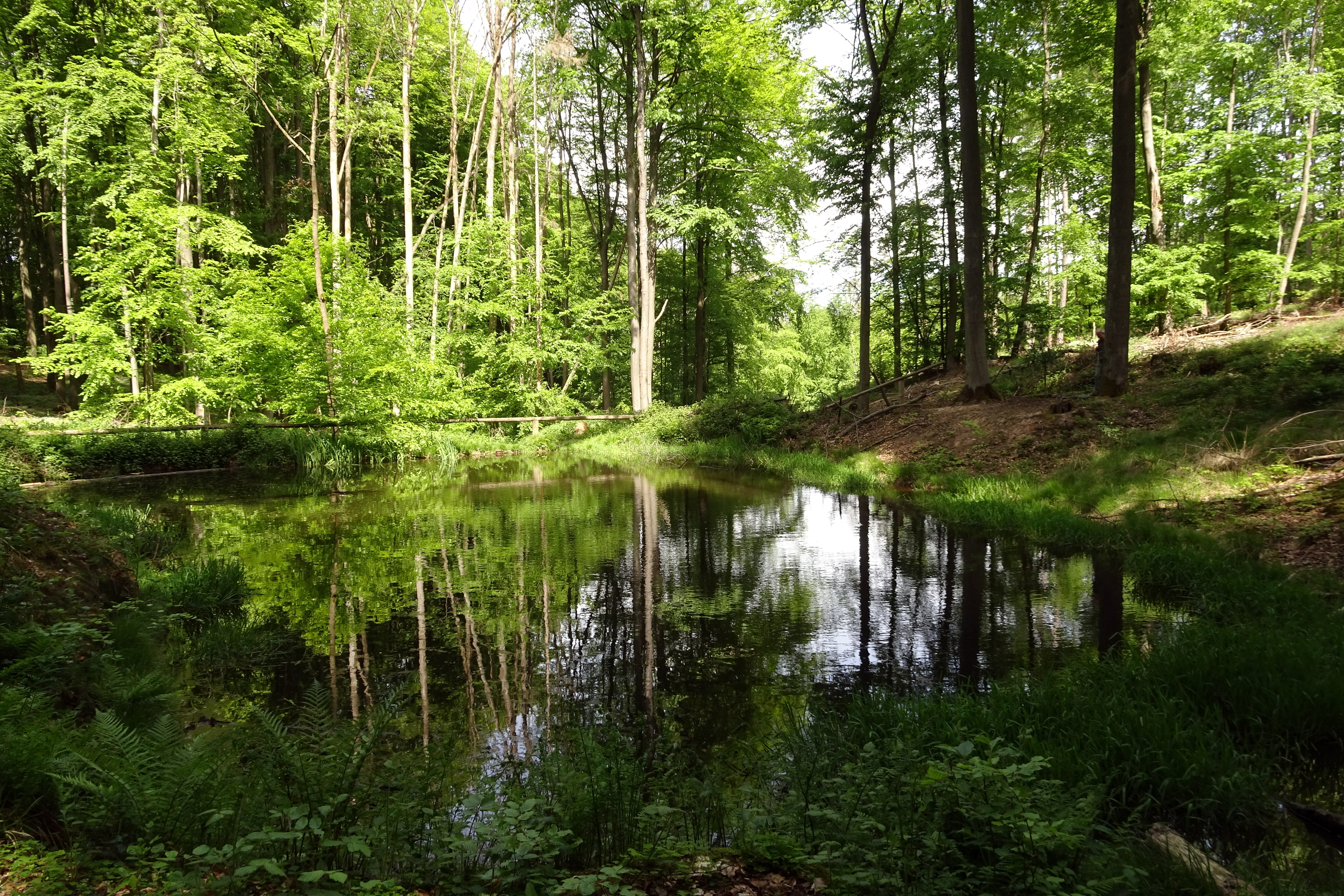
Wald am Scior-Teich (2021)

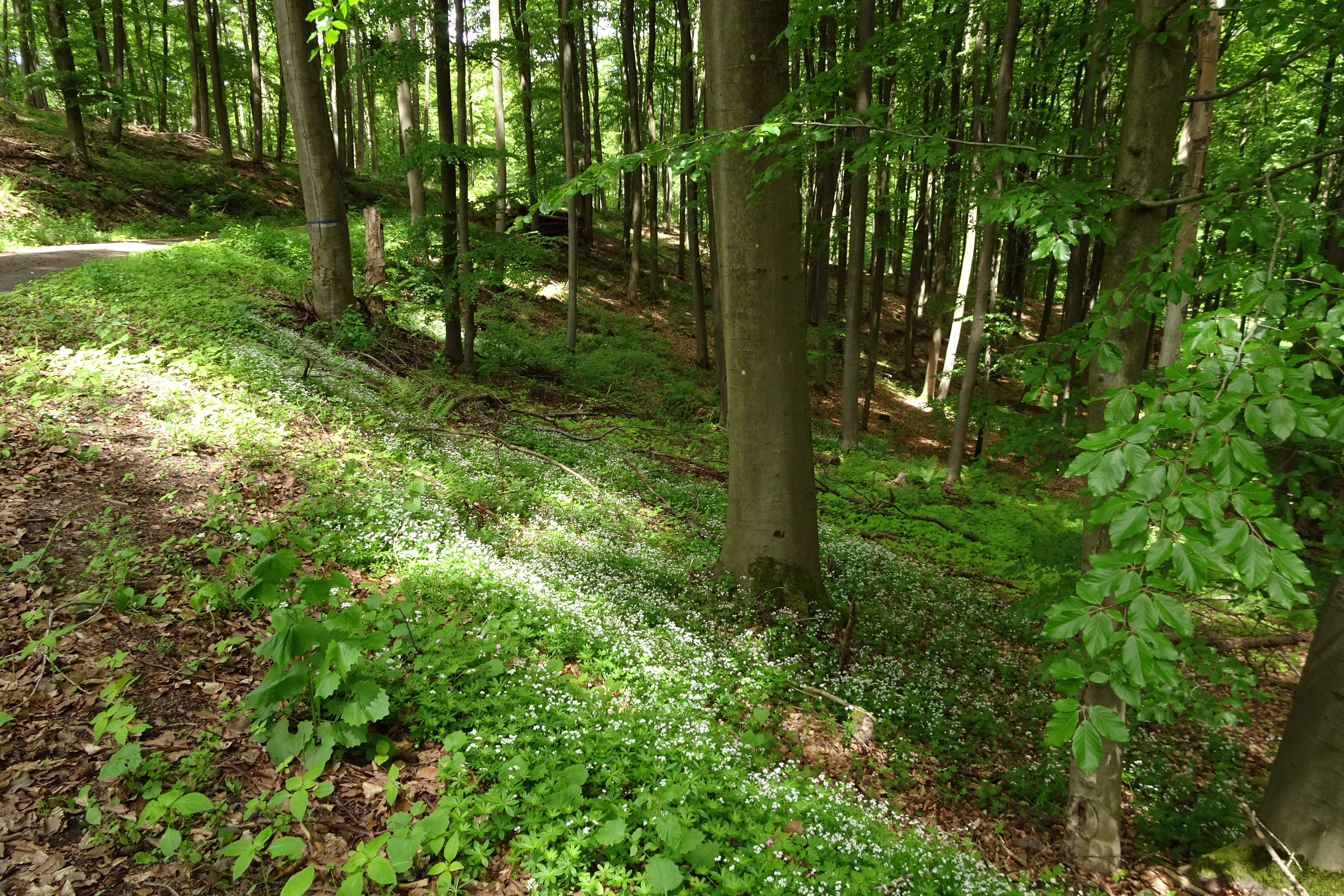
Waldmeister-Buchenwald am Langen Berg (2021)

Der Wald südlich von Otzberg ist ein Natura2000-Gebiet im Gemeindegebiet von Otzberg im Landkreis Darmstadt-Dieburg in Südhessen. Die Ausweisung als FFH-Gebiet 6119-301 erfolgte mit der Verordnung vom 16. Januar 2008 (geändert am 20. Oktober 2016). Geschützt werden Buchenwaldbestände mit hohem Altholzanteil auf einem Höhenzug um den historischen Ort Otzberg-Hering.

## Lage
Das FFH-Gebiet „Wald südlich von Otzberg“ liegt im Grenzbereich der Naturräume Vorderer Odenwald (Teilgebiet Böllsteiner Odenwald) und Reinheimer Hügelland (Teilgebiet Otzberger Randhügelland). Es befindet sich östlich und südlich vom Ortsteil Hering auf 214 bis 361 Meter Meereshöhe. Der größte Teil gehört zur Gemarkung Lengfeld, einige kleine Bereiche nördlich vom Klingelskopf zählen zur Gemarkung Hering. Das Schutzgebiet hat eine Fläche von 305,6424 Hektar. Die Landesstraße 3318 nach Hassenroth verläuft am Westrand der nördlichen Hälfte und in der südlichen Hälfte durch das FFH-Gebiet hindurch. Auch die Kreisstraße 112 nach Ober-Nauses durchquert das Gebiet.

## Beschreibung
Der bewaldete Höhenzug mit den benannten Kuppen Langer Berg (284 m) und Klingelskopf (361 m) besteht aus kristallinen Gesteinen, Granit und metamorphem Schiefer. Stellenweise ragen Steinblöcke aus dem Boden. Der Wald ist überwiegend historisch alter Wald. Nur in der Gemarkung Hering weisen die kleinen Parzellen auf eine frühere Acker- oder Grünlandnutzung mit späterer Aufforstung hin. Die als Hochwald bewirtschafteten Waldflächen sind zum größten Teil Rotbuchenwald (71 %) oder Buchen-Eichen-Mischwald. Dazwischen gibt es einige Bestände von lebensraumfremden Nadelhölzern, vor allem Gemeine Fichte, Weiß-Tanne und Europäische Lärche. In geringem Umfang wurden nichteinheimische Laubbaumarten angepflanzt. Das FFH-Gebiet umfasst im mittleren Teil auch eine kleinere Fläche (1,4 Hektar), die als Grünland bewirtschaftet wird.

## Flora und Fauna
Die schutzwürdigen, strukturreichen Waldbereiche sind größtenteils bodensaurer Hainsimsen-Buchenwald. Seine Krautschicht wird durch Weißliche Hainsimse, Draht-Schmiele und Heidelbeere charakterisiert. Auf basenreicheren Standorten wächst Waldmeister-Buchenwald mit den typischen Arten Waldmeister, Buschwindröschen, Wald-Flattergras, Einblütiges Perlgras, Wald-Schwingel und Wald-Segge. An Bächen und Sickerquellen gibt es kleinflächige Erlen- und Eschenwälder und Weichholzauenwälder.
In den Wäldern leben unter anderem Schwarzspecht, Haselmaus und Zwergfledermaus. In älteren Beständen mit aufgelockertem Kronendach, auf Lichtungen und entlang breiter Waldwege findet der Schmetterling Russischer Bär seine Nahrungspflanzen, vor allem den Wasserdost. Seine Population reicht über die FFH-Gebietsgrenze in die angrenzenden offeneren Bereiche hinaus.

## Erhaltungs- und Schutzziele
In dem FFH-Gebiet sollen folgende Lebensraumtypen erhalten werden:
- 9110 Hainsimsen-Buchenwald (Luzulo-Fagetum)
- 9130 Waldmeister-Buchenwald (Galio-odorati-Fagetum, früher Asperulo-Fagetum)

Der Lebensraumtyp 91E0 Erlen-Eschen- und Weichholzauenwälder wird in der aktuellen Verordnung nicht aufgeführt, weil Status und Fläche nicht signifikant sind.
Als Erhaltungsziele der Arten nach Anhang II der FFH-Richtlinie werden folgende Tiere  genannt:
- Euplagia quadripunctaria (Russischer Bär oder Spanische Flagge)

## Pflege und Bewirtschaftung
Um die Schutzziele zu erreichen, sollen in den Wäldern naturnahe und strukturreiche Bestände gefördert werden, die stehendes und liegendes Totholz, Höhlenbäume sowie lebensraumtypische Baumarten in verschiedenen Entwicklungsstufen und Altersphasen aufweisen. Zur Förderung von Euplagia quadripunctaria ist ein Verbund aus blütenreichen, sonnenexponierten Saumstrukturen in Kombination mit schattigen Bereichen zu entwickeln. Ein Bewirtschaftungsplan regelt die nötigen Bewirtschaftungsweisen und Pflegemaßnahmen.

## Beeinträchtigungen
Potentielle Flächen für naturnahe Rotbuchenwälder werden durch Anpflanzungen von standortfremden Baumarten beeinträchtigt.

## Naherholungsziel
Im nördlichen Waldteil gibt es einen Wanderparkplatz mit Spielplatz und Freizeitgelände. Durch das Schutzgebiet führt eine Etappe des Alemannenweges.